# Gran Premi d'Hongria del 2016
El Gran Premi d'Hongria de Fórmula 1 de la temporada 2016 s'ha disputat al Circuit de Hungaroring, del 22 al 24 de juliol del 2016.

## Resultats de la qualificació
| Pos                  | No | Pilot             | Constructor               | Part 1   | Part 2   | Part 3   | Sortida |
| -------------------- | -- | ----------------- | ------------------------- | -------- | -------- | -------- | ------- |
| 1                    | 6  | Nico Rosberg      | Mercedes                  | 1:33.302 | 1:22.806 | 1:19.965 | 1       |
| 2                    | 44 | Lewis Hamilton    | Mercedes                  | 1:34.210 | 1:24.836 | 1:20.108 | 2       |
| 3                    | 3  | Daniel Ricciardo1 | Red Bull Racing-TAG Heuer | 1:39.968 | 1:23.234 | 1:20.280 | 3       |
| 4                    | 33 | Max Verstappen1   | Red Bull Racing-TAG Heuer | 1:40.424 | 1:22.660 | 1:20.557 | 4       |
| 5                    | 5  | Sebastian Vettel  | Ferrari                   | 1:35.718 | 1:24.082 | 1:20.874 | 5       |
| 6                    | 55 | Carlos Sainz Jr.  | Toro Rosso-Ferrari        | 1:36.115 | 1:24.734 | 1:21.131 | 6       |
| 7                    | 14 | Fernando Alonso   | McLaren-Honda             | 1:35.165 | 1:23.816 | 1:21.211 | 7       |
| 8                    | 22 | Jenson Button     | McLaren-Honda             | 1:37.983 | 1:24.456 | 1:21.597 | 8       |
| 9                    | 27 | Nico Hülkenberg1  | Force India-Mercedes      | 1:41.471 | 1:23.901 | 1:21.823 | 9       |
| 10                   | 77 | Valtteri Bottas1  | Williams-Mercedes         | 1:42.758 | 1:24.506 | 1:22.182 | 10      |
| 11                   | 8  | Romain Grosjean   | Haas-Ferrari              | 1:35.906 | 1:24.941 |          | 11      |
| 12                   | 26 | Daniil Kvyat      | Toro Rosso-Ferrari        | 1:36.714 | 1:25.301 |          | 12      |
| 13                   | 11 | Sergio Pérez1     | Force India-Mercedes      | 1:41.411 | 1:25.416 |          | 13      |
| 14                   | 7  | Kimi Räikkönen    | Ferrari                   | 1:36.853 | 1:25.435 |          | 14      |
| 15                   | 21 | Esteban Gutiérrez | Haas-Ferrari              | 1:38.959 | 1:26.189 |          | 15      |
| 16                   | 12 | Felipe Nasr       | Sauber-Ferrari            | 1:37.772 | 1:27.063 |          | 16      |
| 107% temps: 1:39.833 |    |                   |                           |          |          |          |         |
| —                    | 30 | Jolyon Palmer2    | Renault                   | 1:43.965 |          |          | 17      |
| —                    | 19 | Felipe Massa2     | Williams-Mercedes         | 1:43.999 |          |          | 18      |
| —                    | 20 | Kevin Magnussen2  | Renault                   | 1:44.543 |          |          | 19      |
| —                    | 9  | Marcus Ericsson2  | Sauber-Ferrari            | 1:46.984 |          |          | PL3     |
| —                    | 94 | Pascal Wehrlein2  | MRT-Mercedes              | 1:47.343 |          |          | 20      |
| —                    | 88 | Rio Haryanto2     | MRT-Mercedes              | 1:50.189 |          |          | 214     |
| Font:                |    |                   |                           |          |          |          |         |

Notes:
- ^1  — Daniel Ricciardo, Max Verstappen, Nico Hülkenberg, Valtteri Bottas i Sergio Pérez han fallat tots en el seu temps a la Q1 superant el temps del 107% però han estat qualificats pels comissaris per disputar la Q2.
- ^2  — Jolyon Palmer, Felipe Massa, Kevin Magnussen, Marcus Ericsson, Pascal Wehrlein i Rio Haryanto han fallat tots en el seu temps a la Q1 superant el temps del 107% però han estat qualificats per la cursa pels comissaris.
- ^3  — Marcus Ericsson ha tingut de sortir des del pit lane.[3]
- ^4  — Rio Haryanto ha estat penalitzat amb 5 posicions per substituir la caixa de canvi.[3]

## Resultats de la Cursa
| Pos   | No | Pilot              | Constructor               | Voltes | Temps / Retirada | Pos.Sortida | Punts |
| ----- | -- | ------------------ | ------------------------- | ------ | ---------------- | ----------- | ----- |
| 1     | 44 | Lewis Hamilton     | Mercedes                  | 70     | 1h:40:30.115     | 2           | 25    |
| 2     | 6  | Nico Rosberg       | Mercedes                  | 70     | +1.977 s         | 1           | 18    |
| 3     | 3  | Daniel Ricciardo   | Red Bull Racing-TAG Heuer | 70     | +27.539 s        | 3           | 15    |
| 4     | 5  | Sebastian Vettel   | Ferrari                   | 70     | +28.213 s        | 5           | 12    |
| 5     | 33 | Max Verstappen     | Red Bull Racing-TAG Heuer | 70     | +48.659 s        | 4           | 10    |
| 6     | 7  | Kimi Räikkönen     | Ferrari                   | 70     | +49.044 s        | 14          | 8     |
| 7     | 14 | Fernando Alonso    | McLaren-Honda             | 69     | +1 Volta         | 7           | 6     |
| 8     | 55 | Carlos Sainz Jr.   | Toro Rosso-Ferrari        | 69     | +1 Volta         | 6           | 4     |
| 9     | 77 | Valtteri Bottas    | Williams-Mercedes         | 69     | +1 Volta         | 10          | 2     |
| 10    | 27 | Nico Hülkenberg    | Force India-Mercedes      | 69     | +1 Volta         | 9           | 1     |
| 11    | 11 | Sergio Pérez       | Force India-Mercedes      | 69     | +1 Volta         | 13          |       |
| 12    | 30 | Jolyon Palmer      | Renault                   | 69     | +1 Volta         | 17          |       |
| 13    | 21 | Esteban Gutiérrez1 | Haas-Ferrari              | 69     | +1 Volta         | 15          |       |
| 14    | 8  | Romain Grosjean    | Haas-Ferrari              | 69     | +1 Volta         | 11          |       |
| 15    | 20 | Kevin Magnussen    | Renault                   | 69     | +1 Volta         | 19          |       |
| 16    | 26 | Daniil Kvyat       | Toro Rosso-Ferrari        | 69     | +1 Volta         | 12          |       |
| 17    | 12 | Felipe Nasr        | Sauber-Ferrari            | 69     | +1 Volta         | 16          |       |
| 18    | 19 | Felipe Massa       | Williams-Mercedes         | 68     | +2 Voltes        | 18          |       |
| 19    | 94 | Pascal Wehrlein    | MRT-Mercedes              | 68     | +2 Voltes        | 20          |       |
| 20    | 9  | Marcus Ericsson    | Sauber-Ferrari            | 68     | +2 Voltes        | PL          |       |
| 21    | 88 | Rio Haryanto       | MRT-Mercedes              | 68     | +2 Voltes        | 21          |       |
| Ret   | 22 | Jenson Button      | McLaren-Honda             | 60     | Pèrdua d'oli     | 8           |       |
| Font: |    |                    |                           |        |                  |             |       |

Notes
- ^1  — Esteban Gutiérrez va ser penalitzat amb 5 segons després de la cursa per ignorar les banderes blaves, passant de la 12ª a la 13ª posició final.[4]